# گروه مینسک
گروه مینسک (به انگلیسی: OSCE Minsk Group) در سال ۱۹۹۲ توسط کنفرانس امنیت و همکاری در اروپا (CSCE، اکنون سازمان امنیت و همکاری اروپا (OSBE)) برای تشویق حل و فصل صلح آمیز و مذاکره شده برای درگیری میان آذربایجان و ارمنستان بر سر منطقه ناگورنو قره‌باغ ایجاد شد.

## مؤسس و اعضا
گروه مینسک به ریاست مشترک متشکل از فرانسه، روسیه و ایالات متحده تشکیل می‌شود. علاوه بر این، گروه مینسک همچنین کشورهای شرکت کننده زیر را شامل می‌شود: بلاروس، آلمان، ایتالیا، پرتغال، هلند، سوئد، فنلاند، ترکیه و همچنین ارمنستان و آذربایجان.